# Estolomimus apicale
Estolomimus apicale là một loài bọ cánh cứng trong họ Cerambycidae.